# Ludwikowice Kłodzkie (stacja kolejowa)
Ludwikowice Kłodzkie – posterunek odgałęźny i ładownia w Ludwikowicach Kłodzkich, w województwie dolnośląskim, na linii kolejowej nr 286. Obok znajduje się przystanek osobowy o tej samej nazwie.

## Ruch pasażerski
| Rok  | Wymiana pasażerska na dobę |
| ---- | -------------------------- |
| 2017 | 20-49                      |
| 2022 | 20-49                      |

## Położenie
Posterunek położony jest w północnej części miejscowości Ludwikowice, przy drodze do Jugowa, nieopodal osady Miłków. Budynek dawnego dworca znajduje się przy ulicy Tadeusza Kościuszki.

## Historia
Kolej dotarła do Ludwikowic Kłodzkich wraz z uruchomieniem linii kolejowej Kłodzko-Wałbrzych w 1880 r. Budując linię, nad rozległą, głęboką na ponad 30 metrów doliną bezimiennego potoku i drogą z Ludwikowic do Jugowa, w kilometrze 29,100 nowej linii, na łuku o promieniu 450 metrów wzniesiono mierzący 164,7 m wiadukt kolejowy. Obiekt, nazywany przed 1945 r. Mölker Eisenbahnbrücke, składa się z czterech stalowych kratowych przęseł i opiera się na kamiennych przyczółkach i filarach, z których najwyższy mierzy 27,9 m wysokości. Dwa środkowe przęsła są dodatkowo wzmocnione pasami parabolicznymi skierowanymi w dół.
Początkowo w miejscowości nie było stacji. Przystanek osobowy Ludwigsdorf i bocznica stacyjna do kopalni węgla Wacław w Miłkowie, nieopodal wiaduktu, powstały przypuszczalnie na początku lat 90. XIX wieku. Pierwotnie, peron mieścił się po przeciwnej stronie wiaduktu, od strony Nowej Rudy.
Dzisiejszy kształt stacja otrzymała wraz z przebudową linii Kłodzko-Wałbrzych na dwutorową w latach 1909–1912. Wówczas wiadukt znalazł się w granicach stacji, w centralnej jej części. Po zachodniej stronie wiaduktu wzniesiono budynek dworca oraz nowy, zadaszony peron, wyposażony w przejście podziemne. Obsługę rozjazdów i semaforów osłaniających wjazd na bocznicę kopalni i elektrowni zapewniono z nowej nastawni dysponującej po wschodniej stronie wiaduktu, wybudowanej według standardowego projektu pruskich kolei państwowych KPEV.
Zasadniczą rolą stacji była obsługa pociągów towarowych do zakładów znajdujących się na przestrzeni lat przy bocznicy do Miłkowa: kopalni węgla kamiennego Wenceslaus oraz zakładów istniejących później w jej obiektach, elektrowni, składnicy drewna.
Na początku maja 1945 r. Wehrmacht zamierzał wysadzić wiadukt stacyjny. Nie doszło do tego ze względu na protesty okolicznych mieszkańców. Jednej z majowych nocy wiadukt rozminowali pracownicy stacji: dyżurni ruchu Fritz Ansorge i Alfred Hilbig.
Budynki pokopalniane w osadzie Miłków, na początku lat 60. XX w. zagospodarowano na różne zakłady: fabrykę okuć budowlanych, płyt pilśniowych, zakłady przemysłu wełnianego, papiernię, składnicę drewna, magazyny. Zakłady korzystały z bocznicy stacyjnej.
Przykopalniana elektrownia funkcjonowała do 1964 roku. Po zamknięciu kopalni Wenceslaus w 1939 r. była zasilana węglem dowożonym koleją z Nowej Rudy. Nieefektywna i przestarzała, została wyłączona po uruchomieniu Elektrowni Turów w Bogatyni.
Wraz z likwidacją zakładów (kopalni w 1939 r., zakładów zbrojeniowych w chwili zakończenia II wojny światowej, elektrowni w 1964 r.), recesją gospodarczą lat 80. i odejściem klientów od kolei na rzecz transportu drogowego, wykorzystanie bocznicy i znaczenie stacji w Ludwikowicach znacząco spadło.
W 1998 r. kasę towarową z budynku dworca przeniesiono do Nowej Rudy, natomiast w marcu 1999 r. zlikwidowano pasażerską kasę biletową.
1 kwietnia 2006 r. na linii kolejowej nr 286 zostało zawieszone kursowanie pociągów osobowych.
Już pod koniec lat 90. XX w. z uwagi na zły stan techniczny, ruch pociągów przez stacyjny wiadukt odbywał się z prędkością ograniczoną do 15 kilometrów na godzinę. W 2008 r. wiadukt zamknięto. Ruch pociągów towarowych od strony Wałbrzycha prowadzony był wówczas tylko do stacji Bartnica, natomiast pociągi do Ludwikowic kursowały wyłącznie do bocznicy szlakowej. Na początku 2009 r. ponownie dopuszczono ruch pociągów po moście, natomiast wiosną przeprowadzono remont, między innymi wymieniając tory na obiekcie.
Od 5 stycznia 2009 r. przystanek obsługują autobusy szynowe Kolei Dolnośląskich.

## Infrastruktura

### Budynek dworca
Budynek dworcowy leży na południe od torów linii nr 286, na wysokości peronu.
Dworzec został wzniesiony w latach 1909–1912 podczas przebudowy stacji, związanej z budową drugiego toru, w stylu charakterystycznym dla architektury śląskiej tego okresu.
Budynek jest dwukondygnacyjny, pokryty dachem naczółkowym (krytym dachówką) z facjatami. Elewacja dworca na wysokości parteru jest pokryta tynkiem, na wysokości piętra elewacja jest drewniana (szalówka).
Parter budynku był dawniej wykorzystywany jako kasa biletowa, towarowa i poczekalnia. Od zamknięcia kasy biletowej w marcu 1999 r. budynek jest zamknięty i nie służy odprawie podróżnych. Poddasze budynku jest zamieszkałe.
W przeszłości budynek dworca należał do Polskich Kolei Państwowych. W 2013 r. dworzec przekazano gminie wiejskiej Nowa Ruda.

### Perony
Przystanek posiada jeden peron wyspowy niski o nadanym numerze 1, wysokości 0,22 m ponad główkę szyny i długości użytkowej 225 m. Peron jest zlokalizowany pomiędzy km 29,305 a 29,530 linii kolejowej nr 286. Peron posiada dwie czynne krawędzie, przy torach nr 1 i nr 2. Nawierzchnia peronu jest utwardzona kostką brukową. Dojście z peronu na plac przed budynkiem dworca zapewnia czynne przejście podziemne. Peron jest w całości zadaszony wiatą. Peron nie jest wyposażony w urządzenia megafonowe.

### Urządzenia sterowania ruchem kolejowym
Od 1975 roku posterunek Ludwikowice Kłodzkie wyposażony jest – jako pierwszy na linii kolejowej nr 286 – w semafory świetlne.
Nastawnia dysponująca LK posiada mechaniczne urządzenia nastawcze, natomiast dawna nastawnia wykonawcza LK-1 – urządzenia ręczne.

### Nastawnie
Przy linii nr 286, przed wiaduktem, od strony Nowej Rudy, znajduje się nastawnia dysponująca LK. Ponieważ od 1945 r. w Ludwikowicach Kłodzkich szlak przechodzi z dwutorowego w jednotorowy (Armia Czerwona zdemontowała na części linii jeden tor), podstawowym (obecnie) zadaniem nastawni jest funkcja posterunku odgałęźnego.
Dawniej, przy bocznicy stacyjnej do Miłkowa, istniała nastawnia wykonawcza LK-1, przemianowana w 1972 r. na posterunek zwrotniczy (posterunek 11).

## Ruch pociągów

### Ruch pasażerski

#### Pociągi regularne
Pociągi osobowe na linii nr 286 uruchamiają od 5 stycznia 2009 r. Koleje Dolnośląskie.
Oferta jest stała: 4 pary pociągów dziennie. Pociągi są obsługiwane przez autobusy szynowe SA135.
Wszystkie pociągi kursują po całej długości linii Wałbrzych Główny – Kłodzko Główne. W rozkładzie jazdy 2013/2014, niektóre są wydłużone do stacji Kudowa-Zdrój.

#### Pociągi specjalne
Rokrocznie na przełomie sierpnia i września, Instytut Rozwoju i Promocji Kolei we współpracy ze spółką Przewozy Regionalne w wybrany dzień uruchamia m.in. na linii nr 286 pociąg turystyczny Kilof, złożony z parowozu Ol49 i od pięciu do siedmiu wagonów osobowych 111A oraz 120A. W zależności od roku, pociąg pokonuje linię w kierunku od Wałbrzycha w stronę Kłodzka, bądź od Kłodzka w stronę Wałbrzycha.
Pociąg Kilof przejeżdża stację Ludwikowice Kłodzkie bez zatrzymania.

### Ruch towarowy
Linia kolejowa nr 286 jest intensywnie wykorzystywana w ruchu towarowym. Spośród dotychczasowych klientów bocznicy do Miłkowa, z usług kolei korzysta Składnica Drewna Nadleśnictwa Jugów.